# Kawartha Speedway
Kawartha Speedway est un circuit de course automobile ovale de 3/8 mile pavé situé à Fraserville, en Ontario (Canada), à environ 10 km au sud-ouest de Peterborough.

## Description
La piste se trouve à l'intérieur de l'hippodrome Kawartha Downs. Des tribunes temporaires sont aménagées sur la surface de la piste de course sous harnais. La dernière course de la Super Série CASCAR a eu lieu à Kawartha Speedway avant qu'elle ne devienne la série NASCAR Pinty's Series en 2007. À partir de 2004, Kawartha a été l'hôte de la finale de la Super Série CASCAR et depuis 2007, de la finale de la NASCAR Pinty's Series.
De 2007 à 2009, Kawartha Speedway a présenté une épreuve de l'ACT Tour.
Kawartha Speedway se trouve à moins de 10 km d'une autre piste de stock-car, Peterborough Speedway.

## Vainqueurs des courses Nascar Canadian Tire
- 23 septembre 2007 Scott Steckly
- 27 septembre 2008 Jason Hathaway
- 27 septembre 2009 D.J. Kennington
- 25 septembre 2010 Pete Shepherd III
- 24 septembre 2011 D.J. Kennington
- 22 septembre 2012 D.J. Kennington
- 22 septembre 2013 Scott Steckly
- 20 septembre 2014 J.R. Fitzpatrick
- 20 septembre 2015 Jason Hathaway

## Vainqueurs des courses ACT Tour
- 15 septembre 2007 Patrick Laperle
- 13 juillet 2008 Patrick Laperle
- 12 juillet 2009 Brad Leighton